# 마이티 덕 2
《마이티 덕 2》(영어: D2: The Mighty Ducks)는 미국에서 제작된 샘 와이스먼 감독의 1994년 스포츠 코미디 드라마 영화이다. 《마이티 덕》(1992)의 속편이다. 에밀리오 에스테베즈, 캐스린 어비 등이 출연하였고, 존 애브넷 등이 제작에 참여하였다.
1996년 속편 《마이티 덕 3》이 개봉하였다.

## 출연
- 에밀리오 에스테베즈
- 캐스린 어비
- 마이클 터커
- 얀 루베시
- 카르스텐 노르고르
- 마리아 엘링센
- 조슈아 잭슨
- 엘든 헨슨
- 숀 와이스
- 마거리트 모로
- 빈센트 러루소
- 컬롬 제이컵슨
- 에런 로어
- 키넌 톰프슨
- 마이크 비타
- 스콧 화이트
- 브록 피어스
- 크리스티 야마구치
- 그레그 루게이니스
- 커림 압둘저바
- 캠 닐리
- 크리스 첼리오스
- 스티븐 브릴
- 웨인 그레츠키

## 기타 제작진
- 공동 제작: 스티븐 브릴, 샐리 뉴먼
- 미술: 게리 프룻커프
- 의상: 그라니아 프레스턴

## 우리말 녹음
KBS 성우진 (2001년 3월 1일)
- 홍시호 - 고든 (에밀리오 에스테베즈)
- 박은숙 - 찰리 (조슈아 잭슨)
- 최흘 - 할아버지 (얀 루베시)
- 이윤선 - 돈 티블스 (마이클 터커)
- 성선녀 - 루이스 (마이크 비타)
- 강미형 - 매케이 (캐스린 어비)
- 황정란 - 골드버그 (숀 와이스)
- 배정미 - 줄리 (컬롬 제이컵슨)
- 홍영란 - 마리아 (마리아 엘링센)
- 성완경 - 울프 (카르스텐 노르고르)
- 윤병화 - 아나운서
- 안경진
- 최문자
- 손선근